# Спартанская лига
Спартанская лига (англ. Spartan League) — бывшая футбольная лига Англии, в которой играли клубы Лондона и прилегающих графств. Основанная в 1907 году, в 1997 году она объединилась с лигой Южного Мидленда и образовала Спартанскую лигу Южного Мидленда.

## История
Спартанская лига была основана в 1907 году. В неё входило шесть клубов: Бромли, Далвич Гамлет, Лейтонстоун, Нанхед, Шепердс Буш и Вест Норвуд. Во втором сезоне в неё вошли пять клубов, и она разделилась на два дивизиона — Восточный и Западный. В 1909/10 годах разделение было изменено на секции A и B, а в 1910/11 годах лига вернулась к одному дивизиону.
Второй дивизион появился в лиге в 1920 году, а в 1925 году добавился ещё один дивизион. Второй дивизион был разделён на 2A и 2B. Такая структура просуществовала до 1928 года, когда добавился ещё один дивизион. Первый и второй дивизионы были разделены на восточные и западные. В следующем сезоне лига была реорганизована: над первым дивизионом был создан премьер-дивизион, а второй дивизион по-прежнему делился на восточный и западный. Эта структура оставалась неизменной до Второй мировой войны. Лига возобновила свою работу в 1945 году и была разделена на три дивизиона: Центральный, Восточный и Западный. В следующем сезоне она вернулась к одному дивизиону.
В 1975 году лига объединилась с лигой Метрополитен-Лондон, образовав Лондонскую Спартанскую лигу, в которой было два дивизиона: Первый и Второй. В 1977 году они были переименованы в Премьер-дивизион и Старший дивизион. Лига вновь была переименована в Спартанскую лигу в 1987 году. В сезоне 1987/88 годов был добавлен третий дивизион — Промежуточный; к 1992 году он был переименован во Второй дивизион.
В 1997 году лига объединилась с лигой Южного Мидленда и образовала Спартанскую лигу Южного Мидленда. Первоначально в новой лиге было два Премьер-дивизиона (северный и южный), старший дивизион и два первых дивизиона (северный и южный).

## Чемпионы

### Спартанская лига (1907—1974)
Первый сезон с шестью клубами.
| Сезон   | Спартанская лига |
| ------- | ---------------- |
| 1907/08 | Бромли           |

В сезоне 1908/09 годов лига была разделена на две региональные секции: Восточную и Западную.
| Сезон   | Восточная секция | Западная секция  |
| ------- | ---------------- | ---------------- |
| 1908/09 | Лутон Кларенс    | Эйлсбери Юнайтед |

В следующем сезоне региональные дивизионы были переименованы в Секцию B и Секцию A соответственно.
| Сезон   | Секция A                  | Секция B         |
| ------- | ------------------------- | ---------------- |
| 1909/10 | 2-я Колдстримская гвардия | Сент-Олбанс Сити |

В сезоне 1910/11 годов лига вернулась к одному дивизиону.
| Сезон   | Спартанская лига          |
| ------- | ------------------------- |
| 1910/11 | 2-я Колдстримская гвардия |
| 1911/12 | Сент-Олбанс Сити          |
| 1912/13 | 2-я Колдстримская гвардия |
| 1913/14 | Чешем Дженералз           |
| 1919/20 | Уиком Уондерерс           |

В сезоне 1920/21 был добавлен второй дивизион.
| Сезон   | Первый дивизион   | Второй дивизион         |
| ------- | ----------------- | ----------------------- |
| 1920/21 | Уиком Уондерерс   | Уиком Уондерерс Резервз |
| 1921/22 | Чешем Юнайтед     | Чешем Юнайтед Резервз   |
| 1922/23 | Чешем Юнайтед     | Уэндовер                |
| 1923/24 | Ливсден Госпиталь | Лейтон Юнайтед          |
| 1924/25 | Чешем Юнайтед     | Уилдстон Резервз        |

В сезоне 1925/26 второй дивизион был разделён на второй дивизион А и второй дивизион В.
| Сезон   | Первый дивизион   | Второй дивизион A | Второй дивизион B      |
| ------- | ----------------- | ----------------- | ---------------------- |
| 1925/26 | G.E.R. (Ромфорд)  | Лайонз Клаб       | Артиллерийский колледж |
| 1926/27 | Мейденхед Юнайтед | Беркхемстед Таун  | Уэр                    |
| 1927/28 | Ботвелл Мишн      | Лейтон Юнайтед    | Ходдесдон Таун         |

В сезоне 1928/29 первый и второй дивизионы разделились на восточный и западный.
| Сезон   | Первый дивизион Восток | Первый дивизион Запад | Второй дивизион Восток    | Второй дивизион Запад                             |
| ------- | ---------------------- | --------------------- | ------------------------- | ------------------------------------------------- |
| 1928/29 | Столичная полиция      | Эйлсбери Юнайтед      | Столичная полиция Резервз | R.A.F. (Королевские военно-воздушные силы) Халтон |

В следующем сезоне лига была реорганизована: над Первым дивизионом был создан Премьер-дивизион, а Второй дивизион по-прежнему делился на Восточный и Западный.
| Сезон   | Премьер-дивизион         | Первый дивизион          | Второй дивизион Восток                            | Второй дивизион Запад                               |
| ------- | ------------------------ | ------------------------ | ------------------------------------------------- | --------------------------------------------------- |
| 1929/30 | Столичная полиция        | Хейвардс Спортс (Энфилд) | Летчворт Таун                                     | Марлоу                                              |
| 1930/31 | Хейвардс Спортс (Энфилд) | Виндзор и Итон           | Каллендер Атлетик                                 | Мейденхед Юнайтед Резервз                           |
| 1931/32 | Мейденхед Юнайтед        | Каллендер Атлетик        | Бишопс-Стортфорд                                  | R.A.F. (Королевские военно-воздушные силы) Уксбридж |
| 1932/33 | Чешем Юнайтед            | Уотерлоуз (Данстейбл)    | Хокстон Манор                                     | Мейденхед Юнайтед Резервз                           |
| 1933/34 | Мейденхед Юнайтед        | Эпсли                    | Юргенс (Перфлит)                                  | Хенли Таун                                          |
| 1934/35 | Хитчин Таун              | Юргенс (Перфлит)         | Ли Бридж Газ                                      | Пиннер                                              |
| 1935/36 | Уотерлоуз (Данстейбл)    | Ходдесдон Таун           | Летчворт Таун Резервз                             | Хазеллс (Эйлсбери)                                  |
| 1936/37 | Столичная полиция        | Хенли Таун               | Саффрон Уолден Таун                               | Уэндовер                                            |
| 1937/38 | Уотерлоуз (Данстейбл)    | Марлоу                   | R.A.F. (Королевские военно-воздушные силы) Хенлоу | Пиннер                                              |
| 1938/39 | Столичная полиция        | Эйлсбери Юнайтед         | Форд Спортс (Дагенхэм)                            | Хэрроу Таун                                         |

В сезоне 1945/46 годов в лиге было три дивизиона.
| Сезон   | Восточный дивизион | Центральный дивизион | Западный дивизион |
| ------- | ------------------ | -------------------- | ----------------- |
| 1945/46 | Кембридж Таун      | Столичная полиция    | Хаунслоу          |

В сезоне 1946/47 годов лига вернулась к одному дивизиону.
| Сезон   | Чемпионы             |
| ------- | -------------------- |
| 1946/47 | Столичная полиция    |
| 1947/48 | Кембридж Таун        |
| 1948/49 | Кембридж Таун        |
| 1949/50 | Бриггс Спортс        |
| 1950/51 | Йивсли               |
| 1951/52 | Бриггс Спортс        |
| 1952/53 | Уэр                  |
| 1953/54 | Столичная полиция    |
| 1954/55 | Столичная полиция    |
| 1955/56 | Бриггс Спортс        |
| 1956/57 | Бриггс Спортс        |
| 1957/58 | Бриггс Спортс        |
| 1958/59 | Бриггс Спортс        |
| 1959/60 | Стейнс Таун          |
| 1960/61 | Воксхолл Моторс      |
| 1961/62 | Петтерс Спортс       |
| 1962/63 | Чешант               |
| 1963/64 | Кройдонские любители |
| 1964/65 | Хэмптон              |
| 1965/66 | Хэмптон              |
| 1966/67 | Хэмптон              |
| 1967/68 | Тринг Таун           |
| 1968/69 | Воксхолл Моторс      |
| 1969/70 | Хэмптон              |
| 1970/71 | Ходдесдон Таун       |
| 1971/72 | Эгем Таун            |
| 1972/73 | Фарнборо Таун        |
| 1973/74 | Фарнборо Таун        |
| 1974/75 | Фарнборо Таун        |

В 1975 году Спартанская лига объединилась с лигой Метрополитен-Лондон и образовала Лондонскую Спартанскую лигу.

### Лондонская спартанская лига (1975—1986)
В сезоне 1975/76 в Лондонской спартанской лиге было два дивизиона: первый и второй. Турнирные таблицы за первые пять сезонов неполные, но имеются итоговые таблицы высшей лиги.
| Сезон   | Первый дивизион | Второй дивизион |
| ------- | --------------- | --------------- |
| 1975/76 | Фарнборо Таун   |                 |
| 1976/77 | Крей Уондерерс  | Улисс           |

В сезоне 1977/78 годов Первый и Второй дивизионы были переименованы в Премьер-дивизион и Старший дивизион соответственно.
| Сезон   | Премьер-дивизион | Старший дивизион  |
| ------- | ---------------- | ----------------- |
| 1977/78 | Крей Уондерерс   | Фишер Атлетик     |
| 1978/79 | Суонли Таун      |                   |
| 1979/80 | Беркхемстед Таун | Гринвич Боро      |
| 1980/81 | Фишер Атлетик    | Брэкнелл Таун     |
| 1981/82 | Фишер Атлетик    | Хайфилд           |
| 1982/83 | Брэкнелл Таун    | Биконсфилд Таун   |
| 1983/84 | Коллиер Роу      | Ханвелл Таун      |
| 1984/85 | Бернем           | Краун и Мэнор     |
| 1985/86 | Коллиер Роу      | Коринтиан-Казуалс |
| 1986/87 | Йединг           | Саутварк Спортс   |

### Спартанская лига (1987—1996)
В сезоне 1987/88 годов в лиге появился промежуточный дивизион.
| Сезон   | Премьер-дивизион   | Первый дивизион   | Промежуточный дивизион |
| ------- | ------------------ | ----------------- | ---------------------- |
| 1987/88 | Эджвер Таун        | Кэтфорд Уондерерс | Ньюмонт Тревел         |
| 1988/89 | Эбингдон Таун      | Ньюмонт Тревел    |                        |
| 1989/90 | Эджвер Таун        | KPG Типплз        |                        |
| 1990/91 | Уолтемстоу Пеннант | Сангли Спортс     |                        |

В сезоне 1991/92 годов Промежуточный дивизион был переименован во Второй дивизион.
| Сезон   | Премьер-дивизион   | Первый дивизион | Второй дивизион |
| ------- | ------------------ | --------------- | --------------- |
| 1991/92 | Нортвуд            | Уиллесден Хокай | Клэптон Вилла   |
| 1992/93 | Бримсдаун Роверс   | Метрогас        | Бридон Роупс    |
| 1993/94 | Уиллесден Хокай    | Льюишем Элмс    | Тоттенхэм Вайн  |
| 1994/95 | Кройдон Атлетик    | Тоттенхэм Вайн  | Саутварк Фаве   |
| 1995/96 | Сент-Маргаретсбери | Лейтон Каунти   | Классик Интер   |
| 1996/97 | Баркингсайд        | Лейтон Каунти   | Одуа Юнайтед    |

В 1997 году Спартанская лига объединилась с лигой Южного Мидленда и образовала Спартанскую лигу Южного Мидленда.